# Jozani Chwaka Bay nationalpark

Översikt med Tanzanias nationalparker och naturskyddsområden.

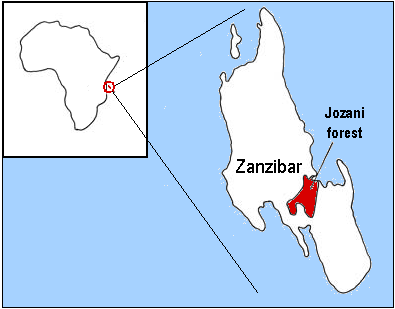

Jozani Chwaka Bay nationalpark ligger på ön Zanzibar i Tanzania 35 km sydost om staden Zanzibar och har en yta på 50 km2. Det gör den till Tanzanias minsta nationalpark  och den enda utanför Tanganyika, i den autonoma regionen Zanzibar.

## Historia
1940 köpte regeringen Jozaniskogen som  var 2 km2. 1960 blev skogen officiellt ett skogsreservat och 1984 utökades området till 25 km2. Under tidigt 1990-tal startades ett projekt för att bevara biodiversiteten i Jozaniskogen och Chwakaviken för att bevara  ett antal unika biotoper.
2004 blev området Zanzibars första nationalpark som nu har en yta  på 50 km2.

## Djurliv
Den mest kände invånaren  i parken är den röda zanzibarguerezan (Piliocolobus kirkii) som är endemisk på ön. Det varierade landskapet ger ett hem åt flera ovanliga, hotade och endemiska arter som sykes apa (enligt IUCN en underart till diademmarkatta, Cercopithecus mitis albogularis), galago, aders dykare, civett, snabelhund och kameleont. Dessutom finns mer 100 fjärilsarter och mer än 80 fågelarter.
Zanzibarleoparden (Panthera pardus adersi) en underart av leopard, är sannolikt utrotad.

## Säsong
Bästa tiden är torrperioden från juli till februari, för då är risken liten att skogen är översvämmad.